# Мустафа Барзані

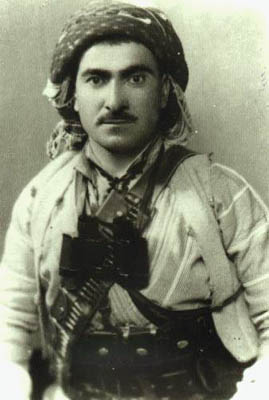
Мустафа Барзані

Мустафа Барзані (повне ім'я: Мустафа Могаммед Абдул-Салям Барзані, курд. Mela Mistefa yê Barzanî; нар. 14 березня 1903, Барзан — пом. 1 березня 1979, Вашингтон) — видатний курдський військовий і політичний діяч, лідер національно-визвольного руху в Іракському Курдистані. Один із засновників Демократичної партії Курдистану. Після його смерті ДПК і курдський рух в Іраку очолив його син Масуд.

## Життєпис
Мустафа Могаммед Абдул-Салям Барзані народився 14 березня 1903 року.